# Mahone Bay
Mahone Bay es un pueblo canadiense situado en la provincia de Nueva Escocia.

## Superficie
Mahone Bay tiene una superficie de 3,12 km².

## Demografía
En 2021, tenía 1064 habitantes, una densidad poblacional de 341,4 hab./km², y 599 viviendas.